# ليندا أوتشوا
ليندا أوتشوا (بالإسبانية: Linda Ochoa)‏ هي نبالة مكسيكية، ولدت في 2 يناير 1987 في غوادالاخارا في المكسيك.

## وصلات خارجية
- ليندا أوتشوا على موقع الاتحاد الدولي للرماية بالسهام (الإنجليزية)
- ليندا أوتشوا على موقع الجمعية الدولية للألعاب العالمية (الإنجليزية)